# Riksmossen
Riksmossen este o arie protejată (arie specială de conservare — SAC, sit de importanță comunitară — SCI) din Suedia întinsă pe o suprafață de 247,8 ha, integral pe uscat.

## Localizare
Centrul sitului Riksmossen este situat la coordonatele 59°23′51″N 13°54′44″E / 59.3974°N 13.9123°E.

## Înființare
Situl Riksmossen a fost declarat sit de importanță comunitară în ianuarie 2002 pentru a proteja un număr necunoscut de specii din flora spontană și fauna sălbatică aflate în arealul zonei. Situl a fost protejat și ca arie specială de conservare în martie 2011.

## Biodiversitate
Situată în ecoregiunea boreală, aria protejată conține 2 habitate naturale: Taiga vestică, Turbării active.
La baza desemnării sitului se află un număr nedeclarat de specii protejate.